# Campionat de Catalunya de voleibol femení
El Campionat de Catalunya de voleibol femení fou una competició esportiva de clubs de voleibol catalans creada l'any 1960. Era una competició de caràcter anual, organitzada inicialment per la Federació Catalana de Basquetbol i des de 1956 per la Federació Catalana de Voleibol, que acabava de ser creada. La competició era classificatòria per al Campionat d'Espanya.

## Història
El voleibol va arribar a Catalunya a la dècada de 1920, però no fou fins als anys quaranta que començà a ser practicat de forma organitzada, sota l'empara de les federacions catalanes d'handbol i de bàsquet. No fou fins a la temporada 1953-54 que es disputa la primera competició femenina de voleibol, anomenada Trofeu Doctor Navés, amb la participació de Pineda, SEU, Liceu Francès i Colegio Mayor. Aquesta competició fou creada per la Federació com un assaig per al futur Campionat de Catalunya femení. El 1956 la federació s'independitza i el campionat català passa a dependre de la Federació Catalana de Voleibol. No fou fins a l'any 1960 quan se celebrà la primera edició del Campionat de Catalunya. Cap a finals dels anys seixanta el campionat es converteix en Campionat Provincial de Barcelona, a més de campeonato regional, amb motiu de la descentralització que moltes federacions catalanes van patir en aquella època.
La temporada 1969-70 es començà a disputar la lliga espanyola de voleibol femenina amb la participació dels millors clubs femenins de l'estat. Aquest fet provocà la cada cop major pèrdua d'interès del campionat provincial a la premsa del moment. A més, el campionat esdevingué, amb el temps, una competició per a clubs de segon nivell, participant els principals clubs catalans en les competicions estatals. És la competició predecessora de la Lliga catalana de voleibol femenina.

## Historial
| En negreta = Equip guanyador (1) = Nombre de títols |
| Campionat de nivell inferior                        |

| Edició                              | Temporada           | Campió              | Subcampió                  | refs                |
| Trofeu Doctor Navés                 | Trofeu Doctor Navés | Trofeu Doctor Navés | Trofeu Doctor Navés        | Trofeu Doctor Navés |
| ----------------------------------- | ------------------- | ------------------- | -------------------------- | ------------------- |
| I                                   | 1953-54             | SEU (1)             | Liceu Francès              | [ 4 ] [ 5 ]         |
| II                                  | 1954-55             | CD Hernán (1)       | Marisol                    | [ 6 ] [ 7 ]         |
| III                                 | 1955-56             | CD Hernán (2)       | CE Hispano Francès         | [ 8 ]               |
| No es disputà entre 1957 i 1959.    |                     |                     |                            |                     |
| Campionat de Catalunya              |                     |                     |                            |                     |
| I                                   | 1959-60             | Liceu Francès (1)   | Secció Femenina de Calella | [ 9 ]               |
| II                                  | 1960-61             | Liceu Francès (2)   | SEU Medicina               | [ 10 ]              |
| No es disputà la temporada 1961-62. |                     |                     |                            |                     |
| III                                 | 1962-63             | Liceu Francès (3)   | SEU Farmàcia               | [ 11 ] [ 12 ]       |
| IV                                  | 1963-64             | Liceu Francès (4)   | SEU Farmàcia               | [ 13 ] [ 14 ]       |
| V                                   | 1964-65             | Liceu Francès (5)   | CV Llars Mundet            | [ 15 ] [ 16 ]       |
| VI                                  | 1965-66             | CV Llars Mundet (1) | Club Medina                | [ 17 ]              |
| VII                                 | 1966-67             | Club Medina (1)     | CE Hispano Francès         | [ 18 ] [ 19 ]       |
| VIII                                | 1967-68             | Club Medina (2)     | CE Hispano Francès         | [ 20 ]              |
| IX                                  | 1968-69             | Club Medina (3)     | CV Llars Mundet            | [ 3 ]               |
| X                                   | 1969-70             | Club Medina (4)     |                            | [ 21 ]              |
| XI                                  | 1970-71             | Club Medina (5)     | CV Llars Mundet            | [ 22 ] [ 23 ]       |
| XII                                 | 1971-72             | Club Medina (6)     | CV Llars Mundet B          | [ 22 ]              |
| XIII                                | 1972-73             | CN Granollers       | CE Universitari            | [ 24 ]              |
| XIV                                 | 1973-74             | CV Llars Mundet     | CE Universitari            | [ 25 ]              |
| XV                                  | 1974-75             | Club Medina Jr      | ACE Bombers                | [ 26 ]              |

## Palmarès
| Equip                           | Campió | Subcampió | Finals | Anys campió                                          | Anys subcampió                     |
| ------------------------------- | ------ | --------- | ------ | ---------------------------------------------------- | ---------------------------------- |
| Club Medina de Barcelona        | 6      | 1         | 7      | 1966-67, 1967-68, 1968-69, 1969-70, 1970-71, 1971-72 | 1965-66                            |
| Liceu francès de Barcelona      | 5      | 1         | 6      | 1959-60, 1960-61, 1962-63, 1963-64, 1964-65          | 1953-54                            |
| Club Deportivo Hernán           | 2      | 0         | 2      | 1954-55, 1955-56                                     | -                                  |
| Club Voleibol Llars Mundet      | 1      | 4         | 5      | 1965-66                                              | 1964-65, 1968-69, 1970-71, 1971-72 |
| Sindicato Español Universitario | 1      | 3         | 4      | 1953-54                                              | 1960-61, 1962-63, 1963-64          |
| Club Esportiu Hispano Francès   | 0      | 3         | 3      | -                                                    | 1955-56, 1966-67, 1967-68          |
| Marisol                         | 0      | 1         | 1      | -                                                    | 1954-55                            |
| Secció Femenina de Calella      | 0      | 1         | 1      | -                                                    | 1959-60                            |